# Israelitische Taubstummenanstalt
Die Israelitische Taubstummenanstalt (Abkürzung: ITA) war eine von Markus Reich im Jahre 1873 initiierte Einrichtung zur Ausbildung gehörloser jüdischer Kinder. Zur damaligen Zeit wurde „gehörlos“ als „taubstumm“ bezeichnet. Die Anstalt begann ihre Ausbildungsarbeit in den Privaträumen des Initiators in Fürstenwalde. Träger der ITA wurde der im Jahre 1884 gegründete Verein Jedide Ilmim, der seinen Wirkungsbereich auf immer mehr Gebiete des täglichen Lebens von gehörlosen Personen ausdehnte. Von 1888 bis 1939 hatte die ITA ihr Domizil in selbst errichteten Neubauten im Berliner Vorort Weißensee, der ab 1920 zu Berlin gehörte. Der Gebäudekomplex wurde danach mehrfach umgenutzt. Jetzt (Stand: 2019) sind mehrere Bildungseinrichtungen in dem dreiteiligen Bauensemble an der Parkstraße 22 untergebracht, darunter die Stephanus-Schule für Kinder und Jugendliche mit dem Förderschwerpunkt „Geistige Entwicklung“, die 2017 eröffnete Stephanus-Grundschule und die Fachschule für Sozialpädagogik der Elisabeth-Schulen.

## Anfänge in Fürstenwalde
Ursprünglich am 15. Juli 1873 in Fürstenwalde in seiner eigenen Wohnung mit sieben Kindern gestartet, wurde die Israelitische Taubstummenanstalt dann auf ein gepachtetes Grundstück in der Neuendorfer Straße 5 in Fürstenwalde verlagert.
1884 wurde der Verein Jedide Ilmim (Freunde der Taubstummen) gegründet, der die Trägerschaft der ITA übernahm. Bis 1886 erweiterte der Verein sein Aufgabengebiet auf die Förderung der Berufsausbildung und Gewährung von Beihilfen für die berufliche Existenzgründung. Er hatte bis dahin 930 Mitglieder in 93 Orten im gesamten Deutschen Reich. Die Gebäude und die Grundstücksfläche reichten bald für den steigenden Bedarf nicht mehr aus, so dass ein neuer Standort gesucht wurde.

## Standortwechsel
Der Verein erwarb im Jahr 1888 in Berlin-Weißensee in der Parkstraße 22 (zuerst unter Parkstraße 18 geführt) eine Immobilie. Hier errichtete der Verein bis 1889 ein mehrstöckiges Gebäude für 62 Schüler und die Lehrer. Mit dem Umzug der Familie Reich samt zehn Schülern aus Fürstenwalde nach Weißensee begann hier im Jahr 1890 der Unterricht. Die offizielle Einweihung fand allerdings erst am 31. Mai 1891 statt.
Nachdem der König von Preußen dem Verein am 23. Juli 1893 die Korporationsrechte verliehen hatte, wurde er als juristische Person anerkannt und war damit offizieller Eigentümer der ITA.
Durch Anbau eines Seitenflügels und umfangreiche Umbauten wurde die ITA im Jahre 1912 zur modernsten Einrichtung ihrer Art im Deutschen Reich.

## Nach dem Ersten Weltkrieg
Die Mitgliederzahl des Vereins Jedide Ilmim blieb auch nach dem Ersten Weltkrieg etwa gleich, 5000 bis 7000 Personen gehörten ihm an. Mitgliedsbeiträge und Spenden sorgten dafür, dass die Ausbildung der gehörlosen Kinder, die nicht als „behindert“, sondern als „kulturelle Minderheit“ verstanden werden, gewährleistet war.
Nachdem der Sohn des Anstaltsgründers, Felix Reich, im Jahr 1919 die Leitung der ITA übernommen hatte, wurde eine bauliche Erweiterung geplant. So kaufte der Verein im Jahr 1927 die Hälfte des Nachbargrundstücks Parkstraße 23 hinzu. Die Arbeit der Taubstummenanstalt und ihrer Lehrerschaft richtete sich auf die Vorbereitung für die Hochschulreife, insbesondere in naturwissenschaftlich-technischen Fächern. Felix Reich erreichte im gleichen Jahr die Einrichtung einer Aufbauklasse für besonders begabte Gehörlose an der Staatlichen Taubstummenanstalt in Berlin-Neukölln.
Ab 1928 konnten auch andere jüdische Organisationen zur Unterstützung der ITA gewonnen werden. Im Jahr 1931 eröffnete in dem Gebäudekomplex ein Kindergarten für Gehörlose.
Der Dokumentarfilm Verkannte Menschen über das Leben Gehörloser wurde 1932 zu einem großen Teil in der Israelitischen Taubstummenanstalt gedreht; der Direktor Felix Reich tritt im Film auf.

## Zeit des Nationalsozialismus
Im Jahr 1933 wurde Felix Reich als Jude aus dem Bundesvorstand deutscher Taubstummenlehrer ausgeschlossen. Staatliche Zuschüsse wurden gekürzt, und die Gehörlosen wurden durch das Gesetz zur Verhütung erbkranken Nachwuchses bedroht. Aufgrund dieses Gesetzes wurden in Deutschland viele Gehörlose teilweise gegen deren Willen oder auch ohne ihr Wissen oft auch unter Beteiligung kirchlicher Einrichtungen zwangssterilisiert.
Im Jahr 1938 musste sich die Israelitische Taubstummenanstalt in Jüdische Gehörlosenschule umbenennen. Felix Reich wurde nach der Reichskristallnacht bis zum Dezember 1938 im KZ Sachsenhausen inhaftiert.
Am 23. Oktober 1939 wurde der Verein Jedide Ilmim aufgelöst und in die Reichsvereinigung der Juden in Deutschland eingegliedert. Im gleichen Jahr gelang es Felix Reich, mit zehn Kindergartenkindern im Rahmen der Kindertransporte nach London zu gehen. Sein Vorhaben, auch die restlichen Kinder der ITA nach London zu holen, scheiterte am Ausbruch des Zweiten Weltkriegs.
Die Arbeit in der ITA führten die in Weißensee verbliebenen Lehrer und Betreuer weiter. Anfang 1940 unterrichteten und betreuten noch vier Lehrer 22 Kinder und drei Hauswirtschaftsschülerinnen. Ab Ende 1941 trug die ITA die Bezeichnung „Blinden- und Taubstummenheim“, nachdem die bisherige Jüdische Blindenanstalt aus Berlin-Steglitz nach Weißensee verlegt worden war. Die Gehörlosenschule wurde in die Jüdische Volksschule in der Schönhauser Allee 162 ausgelagert. Mit der Auflösung aller jüdischen Schulen in Berlin im April 1942 endete die Existenz der Israelitischen Taubstummenanstalt.
Das Grundstück in der Weißenseer Parkstraße wurde bereits 1941 an das Bezirksamt Weißensee übergeben und im Jahre 1943 vom Bezirk Weißensee aufgekauft und genutzt.

## Nach dem Zweiten Weltkrieg

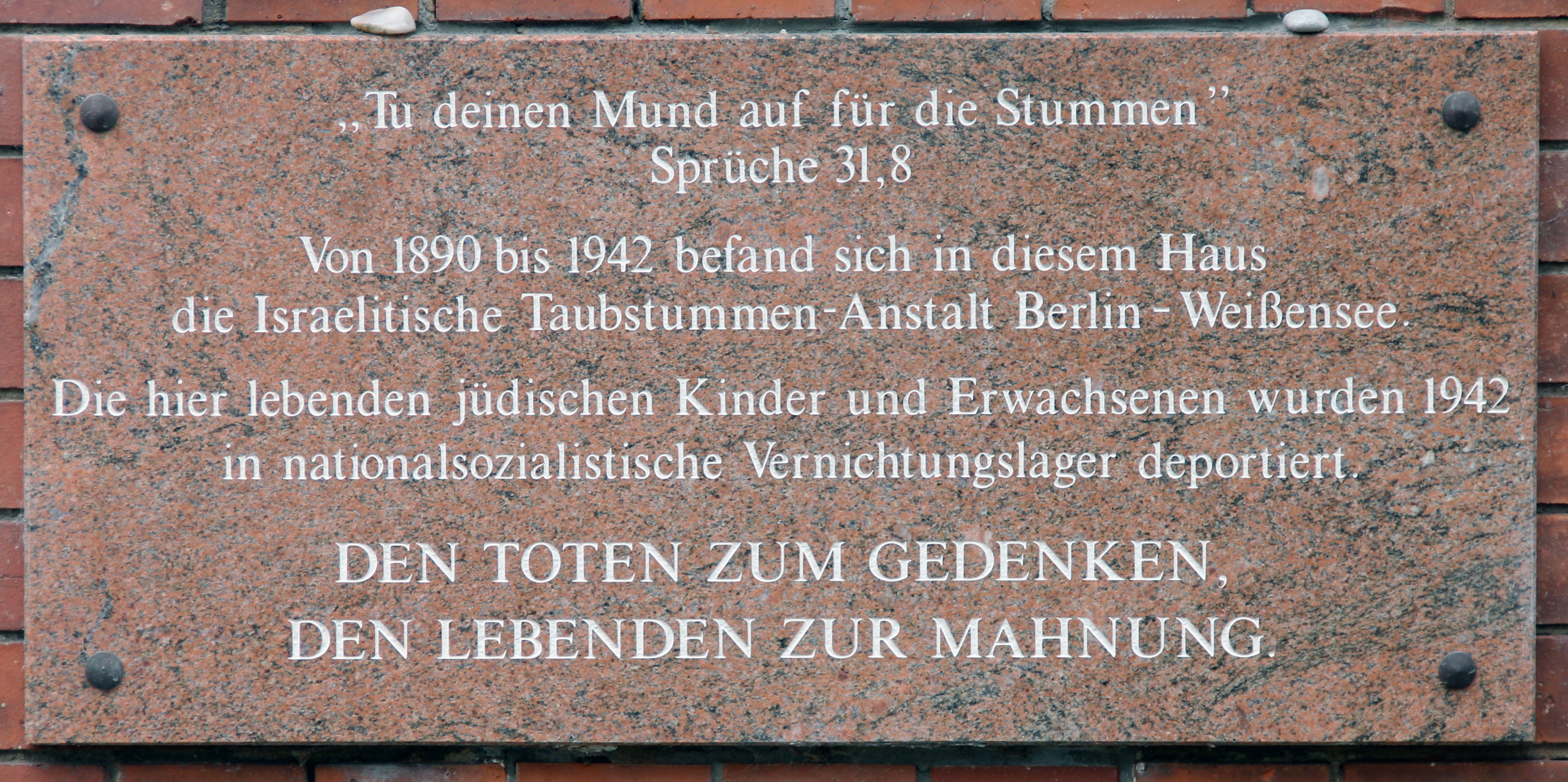
Gedenktafel am Haus Parkstraße 22 in Berlin-Weißensee

Weißensee war der erste von der sowjetischen Armee befreite Berliner Stadtbezirk. Am 25. April 1945 setzte der sowjetische Kommandant in der ehemaligen Taubstummenanstalt den neuen Weißenseer Bürgermeister Jakob Kaszewski in sein Amt ein. Das von ihm vollständig neu gebildete Bezirksamt nutzte die Gebäude und das Grundstück weiterhin, bis ein Umzug zur Parkstraße 82 Ecke Amalienstraße erfolgte. Um 1955 fiel die Immobilie an die SED-Kreisleitung Berlin-Weißensee, die es bis zum Ende der DDR nutzte.
Mit der deutschen Wiedervereinigung im Jahr 1990 wurde die Stephanus-Stiftung neuer Nutzer der Anstaltsgebäude. Die ITA erhielt zwar ihre Immobilie zurück, doch als Interessenvertreter der jüdischen Eigentümer trat die Jewish Claims Conference auf. Diese verkaufte das Haus in der Parkstraße im Jahr 1997 ungeachtet des Wunsches der Interessengemeinschaft Gehörloser Jüdischer Abstammung in Deutschland an die Stephanus-Stiftung.

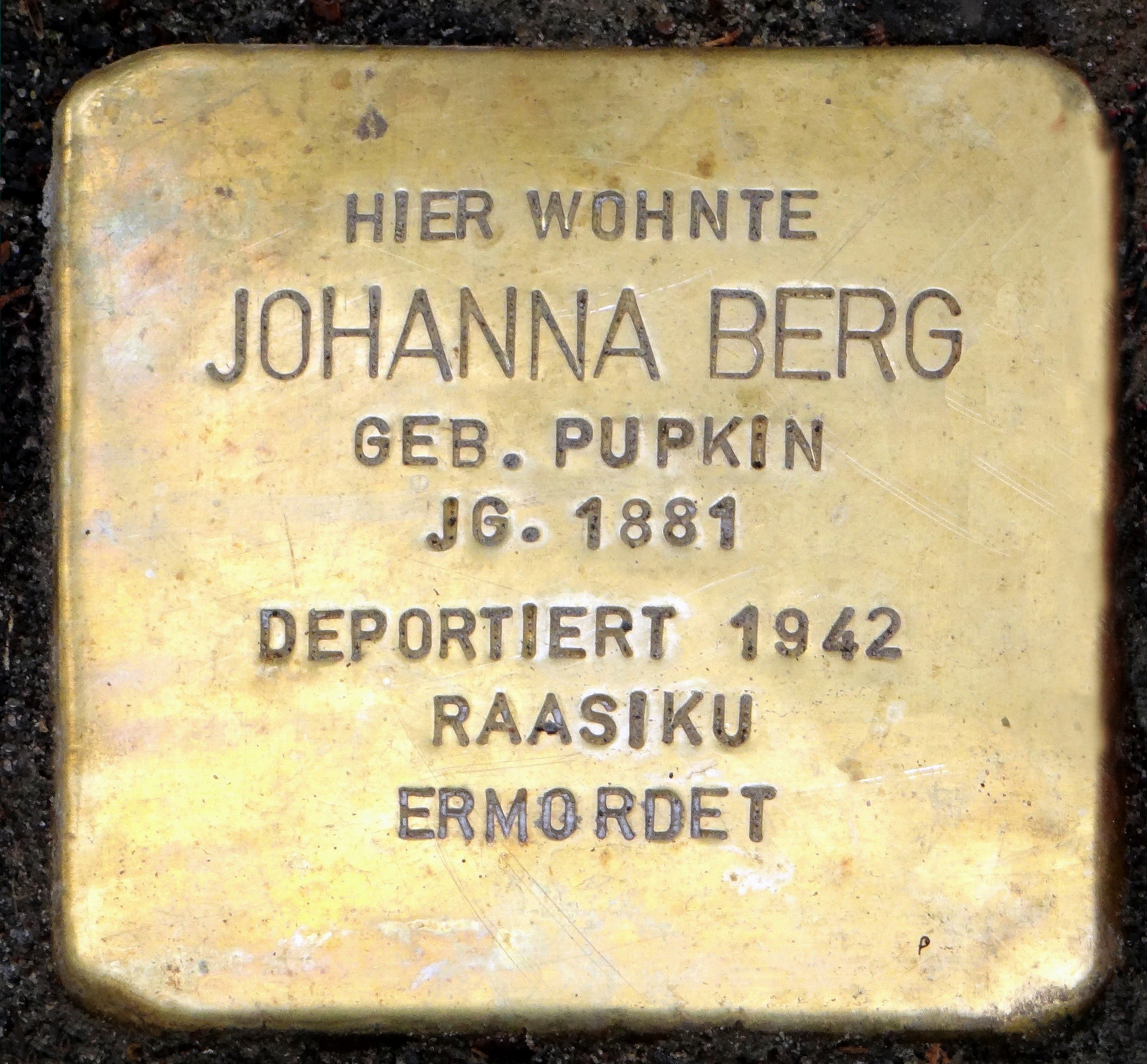
Stolperstein für Johanna Berg

2001 wurde eine Gedenktafel am Gebäude enthüllt.
Tu deinen Mund auf für die Stummen. Sprüche 31,8

Von 1890 bis 1942 befand sich in diesem Haus die Israelitische Taubstummen-Anstalt Berlin-Weißensee.

Die hier lebenden jüdischen Kinder und Erwachsenen wurden 1942 in nationalsozialistische Vernichtungslager deportiert.

Den Toten zum Gedenken, den Lebenden zur Mahnung.
Vor dem Gebäude befindet sich stellvertretend für alle Deportierten aus dieser Einrichtung ein Stolperstein für Johanna Berg.

## Leiter der Israelitischen Taubstummenanstalt
- 1873–1911: Markus Reich
- 1911–1919: Julius Kolodzinsky
- 1919–1939: Felix Reich